# (38741) 2000 QO180
2000 QO180 (asteroide 38741) é um asteroide da cintura principal. Possui uma excentricidade de 0.14502900 e uma inclinação de 13.19665º.
Este asteroide foi descoberto no dia 31 de agosto de 2000 por LINEAR em Socorro.